# Game Critics Awards
A Game Critics Awards egy 1988 óta, az Electronic Entertainment Expo videójáték-konferencia után évente átadásra kerülő díj. A jelölteket és a díjazottakat 50 nemzetközi sajtóorgánum választja ki.

## Bírák
2019-es bírák:
| észak-amerikai - Ars Technica - CG Magazine - Easy Allies - Electric Playground - Entertainment Weekly - Forbes - Game Informer - GamesRadar - GameRanx - Gannett News - GameSpot - Giant Bomb - Hollywood Reporter - IGN - Kinda Funny - LA Times - Newsweek - PC Gamer - Polygon - Shacknews - US Gamer - USA Today - VentureBeat - The Verge - Waypoint - What’s Good Games | nemzetközi - Cultura Geek (Argentína) - Maditos Nerds (Argentína) - AusGamers (Ausztrália) - Press Start (Ausztrália) - Stevivor (Ausztrália) - Omelete/The Enemy (Brazília) - Jovem Nerd (Brazília) - Voxel (Brazília) - A9VG (Kína) - GamerSky (Kína) - GameBlog (Franciaország) - JeuxVideo Magazine (Franciaország) - GamePro (Németország) - GameStar (Németország) - PCGames.de (Németország) - EveryEye.it (Olaszország) - Multiplayer.it (Olaszország) - 4Gamers (Japán) - EAA!! (Japán) - Famicú (Japán) - Inven (Dél-Korea) - Atomix (Mexikó) - Level Up (Mexikó) - Saudi Gamer (Közel-Kelet) - True Gaming (Közel-Kelet) - Tec.com.pe (Peru) - GameCored (Peru) - GRY Online (Lengyelország) - Hobbyconsolas (Spanyolország) - Meristation (Spanyolország) - Vandal.net (Spanyolország) - Eurogamer (Egyesült Királyság) - Edge (Egyesült Királyság) - DailyStar (Egyesült Királyság) - GameReactor (Egyesült Királyság) - Metro (Egyesült Királyság) - PCGamesN (Egyesült Királyság) - UNILAD Gaming (Egyesült Királyság) - VG24/7 (Egyesült Királyság) - GameByte (Egyesült Királyság) |

## Díjazottak

### A rendezvény legjobbja
2019: Final Fantasy VII Remake (PlayStation 4)
2018: Resident Evil 2 (PC, PlayStation 4 és Xbox One)
2017: Super Mario Odyssey (Switch)
2016: The Legend of Zelda: Breath of the Wild (Wii U és Switch)
2015: Fallout 4 (PC, PlayStation 4 és Xbox One)
2014: Evolve (PC, PlayStation 4 és Xbox One)
2013: Titanfall (PC, Xbox 360 és Xbox One)
2012: The Last of Us (PlayStation 3)
2011: BioShock Infinite (PC, PlayStation 3 és Xbox 360)
2010: Nintendo 3DS
2009: Uncharted 2: Among Thieves (PlayStation 3)
2008: Fallout 3 (PC, PlayStation 3 és Xbox 360)
2007: Rock Band (PlayStation 3 és Xbox 360)
2006: Wii
2005: Spore (PC és Mac)
2004: PlayStation Portable
2003: Half-Life 2 (PC)
2002: Doom 3 (PC)
2001: Nintendo GameCube
2000: Black & White (PC)
1999: Freelancer (PC)

### Legjobb eredeti játék
2019: The Outer Worlds (PC, PlayStation 4 és Xbox One)
2018: Dreams (PlayStation 4)
2017: Mario + Rabbids Kingdom Battle (Switch)
2016: Horizon Zero Dawn (PlayStation 4)
2015: Horizon Zero Dawn (PlayStation 4)
2014: No Man’s Sky (PlayStation 4)
2013: Titanfall (PC, Xbox 360 és Xbox One)
2012: The Last of Us (PlayStation 3)
2011: BioShock Infinite (PC, PlayStation 3 és Xbox 360)
2010: Dance Central (Xbox 360)
2009: Scribblenauts (Nintendo DS)
2008: Mirror’s Edge (PC, PlayStation 3 és Xbox 360)
2007: LittleBigPlanet (PlayStation 3)
2006: Spore (PC)
2005: Spore (PC)
2004: Donkey Kong Jungle Beat (Nintendo GameCube)
2003: Full Spectrum Warrior (PC és Xbox)
2002: Psychonauts (Xbox)
2001: Majestic (PC)
2000: Black & White (PC)
1999: Black & White (PC)

### Legjobb konzoljáték
2019: Final Fantasy VII Remake (PlayStation 4)
2018: Spider-Man (PlayStation 4)
2017: Super Mario Odyssey (Switch)
2016: The Legend of Zelda: Breath of the Wild (Wii U és Switch)
2015: Uncharted 4: A Thief’s End (PlayStation 4)
2014: Evolve (PC, PlayStation 4 és Xbox One)
2013: Titanfall (Xbox 360 és Xbox One)
2012: The Last of Us (PlayStation 3)
2011: The Elder Scrolls V: Skyrim (PlayStation 3 és Xbox 360)
2010: Rage (PlayStation 3 és Xbox 360)
2009: Uncharted 2: Among Thieves (PlayStation 3)
2008: LittleBigPlanet (PlayStation 3)
2007: Mass Effect (Xbox 360)
2006: Gears of War (Xbox 360)
2005: The Legend of Zelda: Twilight Princess (Nintendo GameCube)
2004: Halo 2 (Xbox)
2003: Halo 2 (Xbox)
2002: The Legend of Zelda: The Wind Waker (Nintendo GameCube)
2001: Metal Gear Solid 2: Sons of Liberty (PlayStation 2)
2000: Jet Grind Radio (Dreamcast)
1999: Perfect Dark (Nintendo 64)
1998: Metal Gear Solid (PlayStation)

### Legjobb PC-játék
2019: Doom Eternal
2018: Anthem
2017: Destiny 2
2016: Civilization VI
2015: Fallout 4
2014: Tom Clancy’s Rainbow Six Siege
2013: Titanfall
2012: XCOM: Enemy Unknown
2011: BioShock Infinite
2010: Portal 2
2009: Star Wars: The Old Republic
2008: Spore
2007: Crysis
2006: Spore
2005: Spore
2004: Tom Clancy’s Splinter Cell: Chaos Theory
2003: Half-Life 2
2002: Doom 3
2001: Star Wars Galaxies
2000: Black & White
1999: Freelancer
1998: Half-Life

### Legjobb kézikonzol-játék
2017:  Metroid: Samus Returns (Nintendo 3DS)
2015: The Legend of Zelda: Tri Force Heroes (Nintendo 3DS)
2014: Super Smash Bros. for Nintendo 3DS (Nintendo 3DS)
2013: Tearaway (PlayStation Vita)
2012: Sound Shapes (PlayStation Vita)
2011: Sound Shapes (PlayStation Vita)
2010: God of War: Ghost of Sparta (PlayStation Portable)
2009: Scribblenauts (Nintendo DS)
2008: Resistance: Retribution (PlayStation Portable)
2007: The Legend of Zelda: Phantom Hourglass (Nintendo DS)
2006: The Legend of Zelda: Phantom Hourglass (Nintendo DS)
2005: Nintendogs (Nintendo DS)

### Legjobb periféria/hardver
2019: Xbox Elite Wireless Controller Series 2
2018: Xbox Adaptive Controller
2017: Xbox One X
2016: PlayStation VR
2015: Oculus Touch
2014: Oculus Rift
2013: Oculus Rift
2012: Wii U
2011: PlayStation Vita
2010: Nintendo 3DS
2009: Project Natal (Xbox 360)
2008: Rock Band 2 Ion dobfelszerlés
2007: Rock Band hangszerek
2006: Wii
2005: PlayStation 3
2004: PlayStation Portable
2003: EyeToy (PlayStation 2)
2002: WaveBird Wireless Controller (Nintendo GameCube)
2001: (PC) nVidia GeForce 3
2001: (konzol) Nintendo GameCube
2000: (PC) nVidia GeForce 2
2000: (konzol) Xbox
1999: (PC) nVidia RIVA TNT2
1999: (konzol) Dreamcast
1998: Microsoft Sidewinder Freestyle Pro

### Legjobb akciójáték
2019: Doom Eternal (PC, PlayStation 4, Stadia és Xbox One)
2018: Anthem (PC, PlayStation 4 és Xbox One)
2017: Wolfenstein II: The New Colossus (PC, PlayStation 4 és Xbox One)
2016: Battlefield 1 (PC, PlayStation 4 és Xbox One)
2015: Star Wars Battlefront (PC, PlayStation 4 és Xbox One)
2014: Evolve (PC, PlayStation 4 és Xbox One)
2013: Titanfall (PC, Xbox 360 és Xbox One)
2012: Halo 4 (Xbox 360)
2011: Battlefield 3 (PC)
2010: Rage (PC, PlayStation 3 és Xbox 360)
2009: Call of Duty: Modern Warfare 2 (PC, PlayStation 3 és Xbox 360)
2008: Gears of War 2 (Xbox 360)
2007: Call of Duty 4: Modern Warfare (PC, PlayStation 3 és Xbox 360)
2006: Gears of War (Xbox 360)
2005: F.E.A.R. (PC)
2004: Halo 2 (Xbox)
2003: Half-Life 2 (PC)
2002: Doom 3 (PC)
2001: Star Wars: Rogue Squadron II: Rogue Leader (Nintendo GameCube)
2000: Halo: Combat Evolved (PC)
1999: Team Fortress (PC)
1998: Half-Life (PC)

### Legjobb akció/kalandjáték
2019: Watch Dogs: Legion (PC, PlayStation 4, Stadia és Xbox One)
2018: Spider-Man (PlayStation 4)
2017: Super Mario Odyssey (Switch)
2016: The Legend of Zelda: Breath of the Wild (Wii U és Switch)
2015: Uncharted 4: A Thief’s End (PlayStation 4)
2014: Batman: Arkham Knight (PC, PlayStation 4 és Xbox One)
2013: Watch Dogs (PC, PlayStation 3, PlayStation 4, Xbox 360, Xbox One és Wii U)
2012: The Last of Us (PlayStation 3)
2011: BioShock Infinite (PC, PlayStation 3 és Xbox 360)
2010: Portal 2 (PC, PlayStation 3 és Xbox 360)
2009: Uncharted 2: Among Thieves (PlayStation 3)
2008: Dead Space (PC, PlayStation 3 és Xbox 360)
2007: BioShock (Xbox 360)
2006: Assassin’s Creed (PlayStation 3 és Xbox 360)
2005: The Legend of Zelda: Twilight Princess (Nintendo GameCube)
2004: Tom Clanc’s Splinter Cell: Chaos Theory (PC)
2003: Prince of Persia: The Sands of Time (for multiple systems)
2002: Tom Clancy’s Splinter Cell (for multiple systems)
2001: Metal Gear Solid 2: Sons of Liberty (PlayStation 2)
2000: Escape From Monkey Island (PC)
1999: Oni (PC)
1998: Grim Fandango (PC)

### Legjobb szerepjáték
2019: Final Fantasy VII Remake (PlayStation 4)
2018: Kingdom Hearts III (PlayStation 4 és Xbox One)
2017: Ni no Kuni II: Revenant Kingdom (PC és PlayStation 4)
2016: Final Fantasy XV (PlayStation 4 és Xbox One)
2015: Fallout 4 (PC, PlayStation 4 és Xbox One)
2014: Dragon Age: Inquisition (PC, PlayStation 3, PlayStation 4, Xbox 360 és Xbox One)
2013: The Elder Scrolls Online (PC, PlayStation 4 és Xbox One)
2012: South Park: The Stick of Truth (PC, PlayStation 3 és Xbox 360)
2011: The Elder Scrolls V: Skyrim (PC, Playstation 3 és Xbox 360)
2010: Star Wars: The Old Republic (PC)
2009: Mass Effect 2 (PC és Xbox 360)
2008: Fallout 3 (PC, PlayStation 3 és Xbox 360)
2007: Mass Effect (Xbox 360)
2006: Mass Effect (Xbox 360)
2005: The Elder Scrolls IV: Oblivion (PC és Xbox 360)
2004: Jade Empire (Xbox)
2003: Fable (Xbox)
2002: Neverwinter Nights (PC)
2001: Neverwinter Nights (PC)
2000: Neverwinter Nights (PC)
1999: Vampire: The Masquerade - Redemption (PC)
1998: Baldur’s Gate (PC)

### Legjobb versenyjáték
2019: Crash Team Racing (PlayStation 4, Nintendo Switch és Xbox One)
2018: Forza Horizon 4 (PC és Xbox One)
2017: Forza Motorsport 7 (PC és Xbox One)
2016: Forza Horizon 3 (PC és Xbox One)
2015: Need for Speed (PC, PlayStation 4 és Xbox One)
2014: The Crew (PC, PlayStation 4, Xbox 360 és Xbox One)
2013: Need for Speed: Rivals (PC, PlayStation 3, PlayStation 4, Xbox 360 és Xbox One)
2012: Need for Speed: Most Wanted (PC, PlayStation 3 és Xbox 360)
2011: Forza Motorsport 4 (Xbox 360)
2010: Need for Speed Hot Pursuit (PC, PlayStation 3 és Xbox 360)
2009: Split/Second (PC, PlayStation 3 és Xbox 360)
2008: Pure (PC, PlayStation 3 és Xbox 360)
2007: Burnout Paradise (PlayStation 3 és Xbox 360)
2006: Excite Truck (Wii)
2005: Burnout Revenge (PlayStation 2 és Xbox)
2004: Burnout 3: Takedown (PlayStation 2 és Xbox)
2003: Gran Turismo 4 (PlayStation 2)
2002: Auto Modellista (PlayStation 2)
2001: Gran Turismo 3: A-Spec (PlayStation 2)
2000: Motor City Online (PC)
1999: Driver (PC, PlayStation)
1998: Need for Speed 3: Hot Pursuit (PC, PlayStation)

### Legjobb sportjáték
2019: eFootball Pro Evolution Soccer 2020 (PlayStation 4 és Xbox One)
2018: FIFA 19 (PlayStation 4 és Xbox One)
2017: FIFA 18 (PC, PlayStation 3, PlayStation 4, Xbox 360 és Xbox One)
2016: Steep (PC, PlayStation 4 és Xbox One)
2015: FIFA 16 (PC, PlayStation 3, PlayStation 4, Xbox 360, Xbox One, iOS és Android)
2014: NHL 15 (PlayStation 3, PlayStation 4, Xbox 360 és Xbox One)
2013: NHL 14 (PlayStation 3 és Xbox 360)
2012: FIFA 13 (PC, PlayStation 3 és Xbox 360)
2011: FIFA 12 (PC, PlayStation 3 és Xbox 360)
2010: NBA Jam (Wii)
2009: Fight Night Round 4 (PlayStation 3 és Xbox 360)
2008: Madden NFL 09 (for multiple systems)
2007: Madden NFL 08 (for multiple systems)
2006: Wii Sports (Wii)
2005: Madden NFL 2006 (for multiple systems)
2004: Madden NFL 2005 (for multiple systems)
2003: Tony Hawk’s Underground (for multiple systems)
2002: NFL 2K3 (Nintendo GameCube, PlayStation 2, és Xbox)
2001: Tony Hawk’s Pro Skater 3 (PlayStation 2)
2000: Madden NFL 2001 (PlayStation 2)
1999: NFL 2K (Dreamcast)
1998: Madden NFL 99 (PC, Nintendo 64 és PlayStation)

### Legjobb verekedős játék
2018: Super Smash Bros. Ultimate (Switch)
2017: Dragon Ball FighterZ (PC, PlayStation 4 és Xbox One)
2016: Injustice 2 (PC, PlayStation 4 és Xbox One)
2014: Super Smash Bros. for Wii U (Wii U)
2012: Injustice: Gods Among Us (PlayStation 3, Xbox 360 és Wii U)
2011: Street Fighter X Tekken (PlayStation 3, Xbox 360 és PlayStation Vita)
2010: Marvel vs. Capcom 3: Fate of Two Worlds (PlayStation 3 és Xbox 360)
2009: Tatsunoko vs. Capcom: Ultimate All Stars (Wii)
2008: Street Fighter IV (Arcade)
2007: Virtua Fighter 5 (PlayStation 3)
2006: Heavenly Sword (PlayStation 3)
2005: Soulcalibur III (PlayStation 2)
2004: Def Jam: Fight for New York (összes konzolos verzió)
2003: Soulcalibur II (összes konzolos verzió)
2002: Tekken 4 (PlayStation 2)
2001: Super Smash Bros. Melee (Nintendo GameCube)
2000: Ultimate Fighting Championship (Dreamcast)
1999: Soulcalibur (Dreamcast)
1998: Tekken 3

### Legjobb stratégiai játék
2019: John Wick Hex (Mac és PC)
2018: Total War: Three Kingdoms (PC)
2017: Mario + Rabbids Kingdom Battle (Switch)
2016: Civilization VI (PC)
2014: Civilization: Beyond Earth (PC)
2013: Total War: Rome II (PC)
2012: XCOM: Enemy Unknown (PC, PlayStation 3 és Xbox 360)
2011: From Dust (PC, PlayStation 3 és Xbox 360)
2010: Civilization V (PC)
2009: Supreme Commander 2 (PC és Xbox 360)
2008: Tom Clancy’s EndWar (PlayStation 3 és Xbox 360)
2007: World in Conflict (PC)
2006: Supreme Commander (PC)
2005: Company of Heroes (PC)
2004: A Gyűrűk Ura: Harc Középföldéért (PC)
2003: Command & Conquer: Generals (PC)
2002: Rome: Total War (PC)
2001: Age Of Mythology (PC)
2000: Black & White (PC)
1999: Homeworld (PC)
1998: (RTS) Homeworld
1998: (körökre osztott) Sid Meier’s Alpha Centauri

### Legjobb közösségi/casual/logikai játék
2019: Luigi’s Mansion 3 (Switch)
2018: Overcooked 2 (PlayStation 4, Switch és Xbox One)
2017: Hidden Agenda (PlayStation 4)
2016: Skylanders: Imaginators (PC, PlayStation 3, PlayStation 4, Xbox 360, Xbox One és Wii U)
2015: Super Mario Maker (Wii U)
2014: Mario Maker (Wii U)
2013: Fantasia: Music Evolved (Xbox 360 és Xbox One)
2012: Dance Central 3 (Xbox 360)
2011: Sound Shapes (PlayStation Vita)
2010: Rock Band 3 (PlayStation 3, Xbox 360 és Wii)
2009: DJ Hero (PlayStation 3, Xbox 360 és Wii)
2008: LittleBigPlanet (PlayStation 3)
2007: Rock Band (PlayStation 3 és Xbox 360)
2006: Guitar Hero II (PlayStation 2)
2005: We Love Katamari (PlayStation 2)
2004: Donkey Kong: Jungle Beat (Nintendo GameCube)
2003: Eyetoy sorozat (PlayStation 2)
2002: Super Monkey Ball 2 (Nintendo GameCube)
2001: Pikmin (Nintendo GameCube)
2000: Samba de Amigo (Dreamcast)
1999: UmJammer Lammy (PlayStation)
1998: Sentinel Returns

### Legjobb interneten keresztüli többjátékos mód
2019: Call of Duty: Modern Warfare (PC, PlayStation 4 és Xbox One)
2018: Battlefield V (PC, PlayStation 4 és Xbox One)
2017: Star Wars Battlefront II (PC, PlayStation 4 és Xbox One)
2016: Titanfall 2 (PC, PlayStation 4 és Xbox One)
2015: Star Wars Battlefront (PC, PlayStation 4 és Xbox One)
2014: Evolve (PC, PlayStation 4 és Xbox One)
2013: Titanfall (PC, Xbox 360 és Xbox One)
2012: Halo 4 (Xbox 360)
2011: Battlefield 3 (PC, PlayStation 3 és Xbox 360)
2010: Assassin’s Creed: Brotherhood (PlayStation 3 és Xbox 360)
2009: Left 4 Dead 2 (PC és Xbox 360)
2008: Left 4 Dead (PC és Xbox 360)
2007: Halo 3 (Xbox 360)
2006: Enemy Territory: Quake Wars (PC)
2005: Battlefield 2 (PC)
2004: Halo 2 (Xbox)
2003: City of Heroes (PC)
2002: Star Wars Galaxies (PC)
2001: Star Wars Galaxies (PC)
2000: Neverwinter Nights (PC)
1999: Team Fortress (PC)
1998: EverQuest

### Legjobb független fejlesztésű játék
2019: 12 Minutes (PC és Xbox One)
2018: Ori and the Will of the Wisps (PC és Xbox One)
2017: The Artful Escape (PC és Xbox One)
2016: Inside (PC és Xbox One)
2015: No Man’s Sky (PlayStation 4)
2014: No Man’s Sky (PlayStation 4)

### Legjobb VR/AR-játék
2019: Phantom: Covert Ops (Oculus Quest és PC)
2018: Tetris Effect (PlayStation 4)
2017: Lone Echo (PC)
2016: Batman: Arkham VR (PlayStation 4)

### Legjobb aktuálisan zajló játék
2019: Destiny 2 (PC, PlayStation 4, Stadia és Xbox One)
2018: Fortnite (iOS, Mac, PC, PlayStation 4, Switch és Xbox One)

### Külön dicséret a grafikáért, hangért és innovációért
2019: (G) Cyberpunk 2077 (PC, PlayStation 4 és Xbox One)
2018: (G) Cyberpunk 2077 (PC, PlayStation 4 és Xbox One)
2018: (G) The Last of Us Part II (PlayStation 4)
2018: (G) Ghost of Tsushima (PlayStation 4)
2018: (H) The Last of Us Part II (PlayStation 4)
2018: (I) Cyberpunk 2077 (fPC, PlayStation 4 és Xbox One)
2016: (G) God of War (PlayStation 4)
2015: (G) Uncharted 4: A Thief’s End (PlayStation 4)
2014: (I) No Man’s Sky (PlayStation 4)
2012: (G) Star Wars 1313
2012: (G) Watch Dogs (PC, PlayStation 3 és Xbox 360)
2012: (H) The Last of Us (PlayStation 3)
2012: (I) Watch Dogs (PC, PLayStation 3 és Xbox 360)
2010: (G) Rage (PC, PlayStation 3 és Xbox 360)
2007: (G) Killzone 2 (PlayStation 3)
2005: (G) Killzone (PlayStation 2)
2004: (G) Tom Clancy’s Splinter Cell: Chaos Theory (PC)
2003: (G) Half-Life 2 (PC)
2002: (H) Doom 3 (PC)
2001: (H) Medal of Honor: Allied Assault (PC)
2000: (G) Metal Gear Solid 2: Sons of Liberty (PlayStation)
1999: (G) Freelancer (PC)
1999: (H) Outcast (PC)
1999: (H) UmJammer Lammy (PlayStation)

## Korábbi díjak

### Legjobb letölthető játék
2013: Transistor (PC és PlayStation 4)
2012: The Unfinished Swan (PlayStation 3)
2011: Bastion (PC és Xbox 360)

### Legjobb mozgásszimulációs játék
2012: Dance Central 3 (Xbox 360)
2011: The Legend of Zelda: Skyward Sword (Wii)
2010: Dance Central (Xbox 360)

### Legjobb szimulációs játék
(harci, repülő, nem harci)
2008: Tom Clancy’s EndWar (PlayStation 3 és Xbox 360)
2006: Spore (PC)
2005: Spore (PC)
2004: The Sims 2 (PC)
2003: Full Spectrum Warrior (PC és Xbox)
2002: The Sims Online (PC)
2001: The Sims Online (PC)
2000: MechWarrior 4: Vengeance (PC)
1999: (R) Jane’s USAF (PC)
1999: (NH) Freelancer (PC)
1998: (H) Fighter Legends (PC)
1998: (NH) Railroad Tycoon 2 (PC)

### Legjobb platformer
1999: Donkey Kong 64 (Nintendo 64)

### Legígéretesebb új játék
1998: Homeworld

### Legjobb stand
1999: Electronic Arts
1998: Electronic Arts

### Legjobb buli
1998 : Babylon 5